# Piaski (rejon złoczowski)
Piaski (ukr. Пісок) – wieś na Ukrainie w rejonie złoczowskim obwodu lwowskiego.